# KIC 9832227
KIC 9832227 ist ein physisches Doppelsternsystem im Sternbild Schwan, das sich in einer Entfernung von ca. 1940 (± 30) Lichtjahren von der Erde befindet. Es ist ein enger Bedeckungsveränderlicher, dessen zwei Komponenten in nur knapp 11 Stunden umeinander rotieren. Die Umlaufperiode nimmt kontinuierlich ab.

## Zukunft
Die Verschmelzung der beiden Sterne in einem sogenannten Mergerburst wurde zunächst für 2022 vorhergesagt. Das Ereignis sollte in dem Jahr von der Erde aus für Monate als Leuchtkräftige Rote Nova (LRN) sichtbar werden. Neue Berechnungen unter Einbeziehung älterer Messungen aus dem Jahre 2003 widerlegten jedoch die Vorhersage. Zudem wurde ein Fehler in der Dokumentation eines Messpunkts aus 1999 aufgedeckt. Wann das Ereignis eintreten wird, ist damit wieder offen.